# 広島ラーメン

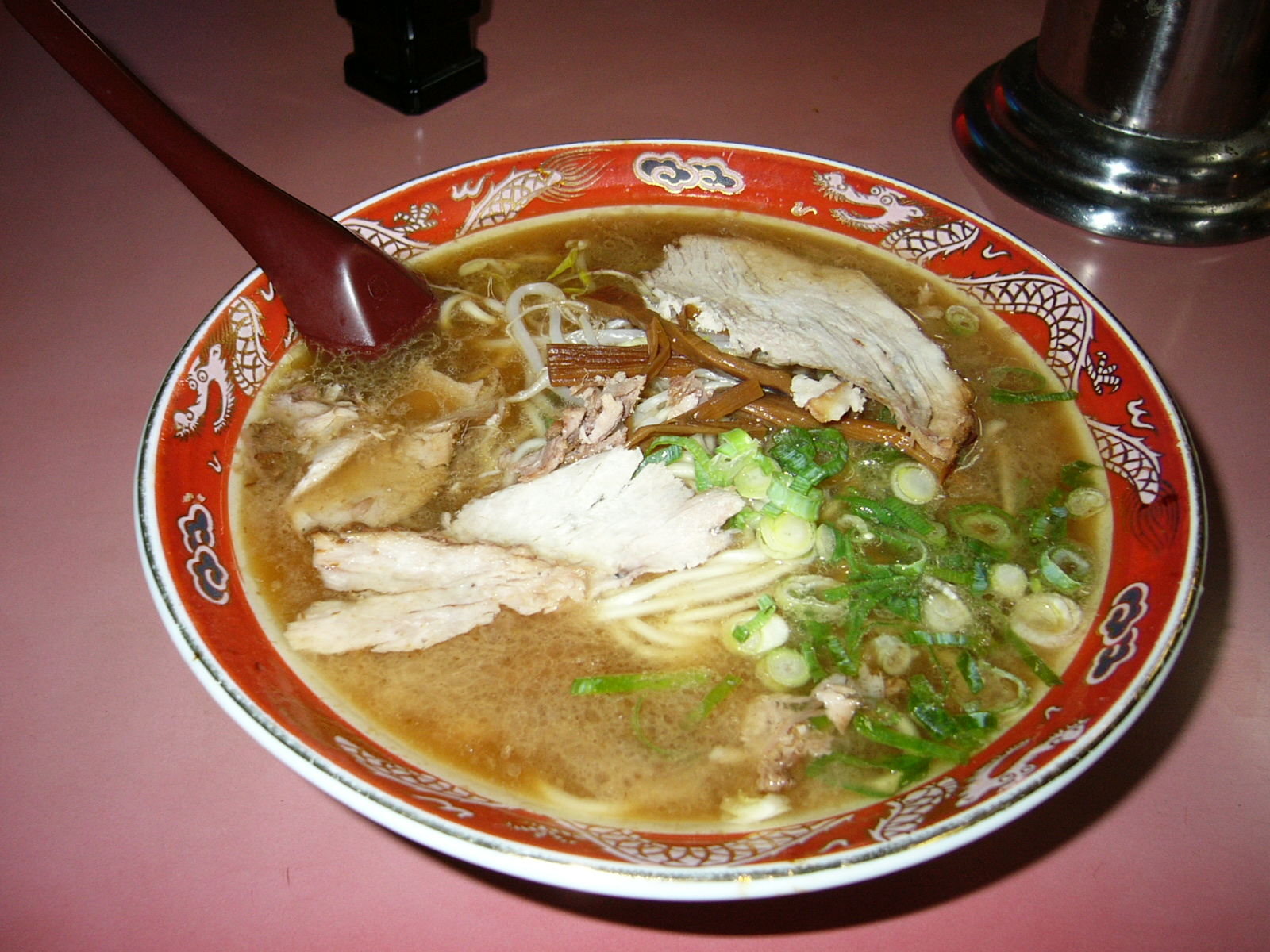
広島ラーメンの一例（上海総本店）

広島ラーメン（ひろしまラーメン）とは、戦後の広島市を中心とする広島県西部に散見される醤油とんこつ味のラーメン（中華そば）である。
本項では、あくまでも広島市内及び周辺地域に限定したものを広島ラーメンとして記述する。広島県内でも、県中部〜東部（尾道や福山）、いわゆる備後地方は文化圏が異なり、ラーメンにおいても別の文化となってる（尾道ラーメンや福山ラーメンなど）。むしろ岩国をはじめとする山口県東部の方がむしろ広島市と同じ文化圏に属し、ラーメンにおいても広島ラーメンの影響がみられる。

## 特徴
麺は大多数の店舗では製麺所製の中細麺（一部においては自家製）を基本形としている。少数派ではあるが中太麺（製麺所特注または自家製）の物を使う店もある。
スープは一般的な古くからある広島ラーメンの基本形としては醤油味のタレに豚骨、鶏ガラ、野菜などを濁るまで煮出したスープを注いで茶褐色に濁った（言わばコーヒー牛乳的な色）類に仕上げる豚骨醤油スープ。豚骨ベースとはいえ、かなりあっさりしている。特に味に突出した部分も無く、香りも極めて穏やか。一口で言うとあっさり・さっぱりした優しい味の物が多いと言える。従ってインパクトはあまり強くなく、他府県の有名ご当地ラーメンのスープのような際立った個性はないが、地元では古くから愛されている。
以上は極めて一般的な広島市内及び近郊（県西部）で圧倒的に多いタイプのスタンダードな広島ラーメンのスープの特徴であるが、同じ広島豚骨醤油ラーメンでもこれを基本に店々のアレンジやバリエーションによって、一部においては、かなり濃厚なものや少々醤油ラーメン寄りの物、他にも脂が多めの醤油ラーメン寄りで豚骨臭の極めて強い個性的なものなど、基本製法は同じながらも最もスタンダードな広島ラーメンとは少々印象を異なる個性的な店も存在するがこれらも基本が同じゆえに「広島ラーメン」の括りに含まれる。
具材はチャーシュー（煮豚）、ネギ、茹でモヤシ、シナチクの4種を基本とする。青物（法蓮草・ワカメ等）やナルト、煮玉子等などが最初から乗る店はまず無い。また具材の中でも特に茹でモヤシ、しかも黒豆もやし（ブラックマッペ）がほぼ乗せてあるのが広島ラーメンの特徴のひとつであり、その特徴が地元では相当に一般的な認識であるが故に、広島ラーメン以外の県外ご当地風ラーメン店（博多ラーメンや札幌ラーメンを謳う店）でも茹でモヤシが乗せられている場合が多い。
今時は地元でも多くの場合「ラーメン」と注文時に指名する者も多くなってきたが、歴史的背景から代表的な店や老舗店、多くの店の暖簾やメニューには今でもあえて「中華そば」と記してある店も多く、そういった店ではラーメンと呼ばずに店側も客の側も飽くまでも中華そば、または単に「そば」と呼ぶ場合も案外多い。
以上が広島ラーメンの基本的な部分である。その為、暖簾やメニューに「中華そば」と書いてある店はもちろんのこと大衆食堂や焼肉店や町中華、麺類処などでもラーメンを注文するとこういった広島ラーメンが概ね提供される場合が多い。
なお、特に最もベーシックなタイプの物は、それを提供する店の店名が繁盛店や老舗店に鳥の名前を冠する店（「すずめ」「うぐいす」「つばめ」など）が多かった事から地元ではこれらを「小鳥系」と呼ぶ向きも一部にはある。
なお、広島ラーメン店においてはチャーハンや餃子といった極普通の他県のラーメン店にもあるものに加えおでんを置いてある店もかなり多い。
また、広島市及び周辺地域にては、かつて寿司店にラーメンを置く事も少なくなかったようである。現在においても一部の寿司店には昔のまま「中華そば」を品書きに載せている店がごく僅かながら存在する。ただしその歴史的経緯や理由については不明である。

### 背景
大東亜戦争後とりわけ広島では被爆による全市壊滅の状態からの復興時、他都市同様、一銭洋食などの安価な粉物（後にお好み焼きに発展）やホルモン等々、種々のジャンルの食べ物を供する闇市的な屋台が雨後の筍のごとく市内に自然発生し、活況を呈し始めた。そのような屋台のいくつかに、中国大陸、満州からの引揚者や中国人の営む中華そばの屋台もあった。
その屋台の「中華そば」の味に感銘し、頻繁に足を運びスープを見よう見真似で作り上げた日本人が「上海」などの屋台を徐々に開業し始める。特にその「上海」を前身として、1957年頃に創業した「しまい」（共に同じく店主、沖稔）として暖簾を掲げた屋台は現在の広島ラーメンの基本形を創作し、この屋台「しまい」が今日の広島ラーメンの元祖とされている。
その「しまい」店主、沖稔から直接ラーメンの調理法を教授された津留田秀明が開店した屋台が初代「陽気」である。後、その屋台「陽気」を暖簾ごと譲り受け、借金返済の為にと営業し始めた原宏之が現「陽気」（後に店舗に発展）である。また少し遅れて「すずめ」（こちらも後に店舗に発展）も開業し今日ではこの「陽気」「すずめ」の2店が現在のスタイルの広島ラーメンの完成者及び歴史的代表格と言われている。
なお、「陽気」と「すずめ」の広島ラーメン代表格の老舗2店は経営者家族同士が縁戚関係にある。
白濁とんこつスープに醤油だれを加えた茶褐色の豚骨醤油スープに中細麺・ねぎ・チャーシュー（煮豚）・モヤシ・シナチクを具材とする「広島ラーメン」（中華そば）の基本形が定まった時期は、このような流れから太平洋戦争後から1960年頃の間と思われる。